# Microlepidogaster
Microlepidogaster – rodzaj słodkowodnych ryb sumokształtnych z rodziny zbrojnikowatych (Loricariidae).

## Klasyfikacja
Gatunki zaliczane do tego rodzaju:
- Microlepidogaster arachas
- Microlepidogaster bourguyi (species inquirenda)
- Microlepidogaster dimorpha
- Microlepidogaster discontenta
- Microlepidogaster discus
- Microlepidogaster longicolla
- Microlepidogaster negomata
- Microlepidogaster perforatus (pisane też: M. perforata[2])

Gatunkiem typowym jest Microlepidogaster perforatus.